# Лопушной, Вячеслав Михайлович
Вячесла́в Миха́йлович Лопушно́й (30 ноября 1945, Кемерово) — современный русский поэт, прозаик, эссеист. Член Союза писателей России, Союза журналистов России и Международной гильдии писателей. Золотой лауреат Международного литературного фестиваля-конкурса «Русский Stil»-2011 в Германии.

## Биография
Родился в г. Кемерово, в семье ветеранов Великой Отечественной войны Лопушного Михаила Владимировича, служившего офицером, и военврача Покатаевой Елены Алексеевны.
Отец — родом с Украины из семьи рабочих, был «двадцатипятитысячником»-организатором одного из колхозов  Молдавии, окончил Московскую ВПШ. Мать — коренная москвичка из семьи священнослужителя, жившей в Новодевичьем монастыре в период его закрытия. Была выпускницей первого набора 2-го московского мединститута, ныне — Пироговский медицинский университет. После войны они получили назначение на работу в Кузбасс.
В 1968 году Вячеслав окончил шахтостроительный факультет Кузбасского политехнического института по специальности инженер-строитель. К 30 годам прошел путь от рабочего до руководителя стройуправления. Затем около 15 лет служил в проектных институтах  —  главным инженером проектов. В начале 1990 года вышел из КПСС, сотрудничал с шахтерским облстачкомом и стал кандидатом в народные депутаты РСФСР на первых альтернативных выборах. Но выборы проиграл и больше политикой не занимался. С 1995 по 2005 год работал директором акционерного общества по строительству Кемеровского кардиологического центра.

## Творчество
Стихи Вячеслав начал писать в возрасте 27 лет, а его первая публикация в альманахе Огни Кузбасса состоялась через три года. Затем последовало немало публикаций стихов, очерков и эссе в областной прессе и российских периодических изданиях: Литературная газета, Сибирские огни, Наш современник, Российская Федерация сегодня, Невский альманах, Рабоче-крестьянский корреспондент, Сельская новь, Российский писатель. В зарубежных изданиях: Новый ренессанс (Германия), Чайка (США), Новый Свет (Канада), Перекресток Виннипег (Канада).
В период с 1993 по 1995 годы выходят два сборника стихов Вячеслава. В 1998 году его одновременно принимают в Союз писателей и Союз журналистов России, а в 2011 — в Международную гильдию писателей.
С 2000 по 2011 год выходит ряд его новых книг стихов и прозы, в том числе в Германии. Его стихи вошли в Антологию лирики поэтов России трех веков «Я помню чудное мгновенье»,Москва,2000 г., в сибирские антологии. Записано четыре CD-диска песен на его стихи. Среди исполнителей этих песен — москвичи, народные артисты России В.Толкунова и Э.Лабковский, солист ГАБТа В.Красов и солисты Музыкального театра Кузбасса, на сцене которого в 2003 г. поставлен мюзикл «Болеро Кармен» по его либретто.

## Дискография
- «Давай взлетим», Кемерово, 2000 г.
- «Сонет в сентябре», Кемерово, 2002 г.
- «Болеро Кармен», Кемерово, 2005 г.
- «Прощание с Парижем», избранное, Кемерово, 2010 г.

Лучшие песни, романсы и арии на стихи Вячеслава Лопушного:
- «Дочери». муз. Владимир Пипекин, исп. Валентина Толкунова
- «Родительский день», муз. Владимир Пипекин, исп. Владимир Красов
- «Я перечел твоё письмо», муз. Владимир Пипекин, исп. Эдуард Лабковский
- «Романс для двоих», муз. и исп. Марина Аристова
- «Прощание с Парижем», муз. и исп. Марина Царегородцева
- «Парижское танго», муз. и исп. Марина Царегородцева, исп. Константин Круглов
- «Тех лет негаснущий янтарь», муз. и исп. Марина Царегородцева
- «Желанная женщина», муз. Марина Царегородцева, исп. Константин Круглов
- «Карменсита», муз. Марина Царегородцева, исп. Константин Круглов
- «Болеро Кармен», муз. Татьяна Великодворская, исп. Надежда Иванова

## Семья
С 1975 года состоит в браке с Лопушной (Трофимовой) Натальей Петровной, 1953 года рождения, инженером по специальности. Сын — Лопушной Денис Вячеславович, 1977 г.р., международный гроссмейстер по шахматам. Дочь — Герасимова (Лопушная) Анна Вячеславовна, 1987 г.р.